# ヴァンデルソン・フェリペ・カルドーゾ・ドス・サントス
ヴァンデルソン・フェリペ・カルドーゾ・ドス・サントス（Wanderson Felippe Cardoso dos Santos、1998年10月4日 - ）は、ブラジル・サンパウロ州サンパウロ出身のプロサッカー選手。中国サッカー・スーパーリーグ・河南足球倶楽部所属。ポジションはフォワード。

## 来歴

### オズヴァウド・クルス
サンパウロ州に本拠地を置くオズヴァウド・クルスFCのユースチームでプレーをはじめ、2017年にトップチームに昇格。4月8日、サンパウロ州選手権2部のプレジデンテ・プルデンテFC戦でトップチームデビューを果たした。2017年6月17日、アウェーのグレミオ・プルデンテ戦で初ゴールを決め、最終的に15試合7ゴールを記録して州選手権を終えた。

### ポンチ・プレッタ
2017年9月13日、AAポンチ・プレッタに期限付き移籍で加入。加入当初はU-20チームでプレーした。
その後エドゥアルド・バプティスタ（サッカー指導者ネルシーニョの息子）によってトップチームに引き上げられ、2018年1月18日のSCコリンチャンス・パウリスタ戦で加入後初先発を飾ったが、同試合で退場処分を受けてしまった。2月3日のイトゥアーノFC戦で加入後初ゴールを決めた。
2018年2月17日、ポンチ・プレッタに4年契約で完全移籍することが発表された。保有権は60パーセントをクラブが持つこととなっている。

### サントス
2018年9月4日、サントスFCにシーズン終了までの期限付き移籍で加入。14日後のサンパウロFC戦で加入後初出場を果たした。
2018年10月8日、加入後1試合しかプレーしてなかったが、サントスが300万レアルの買収条項を行使し、新たに5年契約を結んだ。2018年11月24日、アトレチコ・ミネイロとのホーム戦で自身のトップカテゴリー初ゴールとなるチーム2点目を決め、3-2の勝利に貢献した。
しかしホルヘ・サンパオリが新監督に就任するとポジションを失い、2019年7月5日から同じセリエAのセアラーSCにシーズン終了まで期限付き移籍した。翌年1月8日、今度はフルミネンセFCに1シーズン期限付き移籍した。

#### ベガルタ仙台
2021年シーズン開幕後の4月1日、ベガルタ仙台に期限付き移籍で加入することが発表された。新型コロナウイルス感染症の流行に伴う入国制限と隔離期間を経て、5月11日にチームに合流した。2021年9月18日清水エスパルス戦でJリーグ初ゴールを記録。
2022年10月、サントスから期限付き移籍期間の満了の為退団。

## Jリーグでの個人成績
| 国内大会個人成績 | 国内大会個人成績 | 国内大会個人成績 | 国内大会個人成績 | 国内大会個人成績 | 国内大会個人成績 | 国内大会個人成績 | 国内大会個人成績 | 国内大会個人成績 | 国内大会個人成績 | 国内大会個人成績 | 国内大会個人成績 |
| 年度             | クラブ           | 背番号           | リーグ           | リーグ戦         | リーグ戦         | リーグ杯         | リーグ杯         | オープン杯       | オープン杯       | 期間通算         | 期間通算         |
| 年度             | クラブ           | 背番号           | リーグ           | 出場             | 得点             | 出場             | 得点             | 出場             | 得点             | 出場             | 得点             |
| 日本             | 日本             | 日本             | 日本             | リーグ戦         | リーグ戦         | リーグ杯         | リーグ杯         | 天皇杯           | 天皇杯           | 期間通算         | 期間通算         |
| ---------------- | ---------------- | ---------------- | ---------------- | ---------------- | ---------------- | ---------------- | ---------------- | ---------------- | ---------------- | ---------------- | ---------------- |
| 2021             | 仙台             | 33               | J1               | 23               | 1                | 0                | 0                | 1                | 0                | 24               | 1                |
| 2022             | 仙台             | 15               | J2               | 20               | 3                | -                | -                | 0                | 0                | 20               | 3                |
| 通算             | 日本             | 日本             | J1               | 23               | 1                | 0                | 0                | 1                | 0                | 24               | 1                |
| 通算             | 日本             | 日本             | J2               | 20               | 3                | -                | -                | 0                | 0                | 20               | 3                |
| 総通算           | 総通算           | 総通算           | 総通算           | 43               | 4                | 0                | 0                | 1                | 0                | 44               | 4                |